# サロモン・ファン・ロイスダール
サロモン・ファン・ロイスダール (本名：サロモン・デ･ホーイエル、Salomon van Ruysdael, 1602年 - 1670年11月3日）は、オランダの画家。近年のオランダ語の発音ではラウスダールと表記される。兄のイサーク・ファン・ロイスダールも同じく風景画家。

## 生涯
ホーイラント地方ナールデンで生まれる。画家であり著述家のアルノルト・ホウブラーケンによると、彼の父親は建具師で、特にコクタンで鏡の縁取りや額縁を作っていた。おそらくはエサイアス・ファン・デ・フェルデの弟子であったとされ、1623年にハールレムの画家組合に加入し、1648年に理事になった。1659年から1662年の間には静物画も描いている。
ハールレムで没した。

## 親族のアーティスト
- ヤーコプ・ファン・ロイスダール、甥・画家。
- イサーク・ファン・ロイスダール、兄・画家。
- ヤコブ・サロモンスゾーン・ファン・ロイスダール、子・画家。

## 作品

『フェリーのある川景色』 (1649年) ワシントン・ナショナル・ギャラリー所蔵
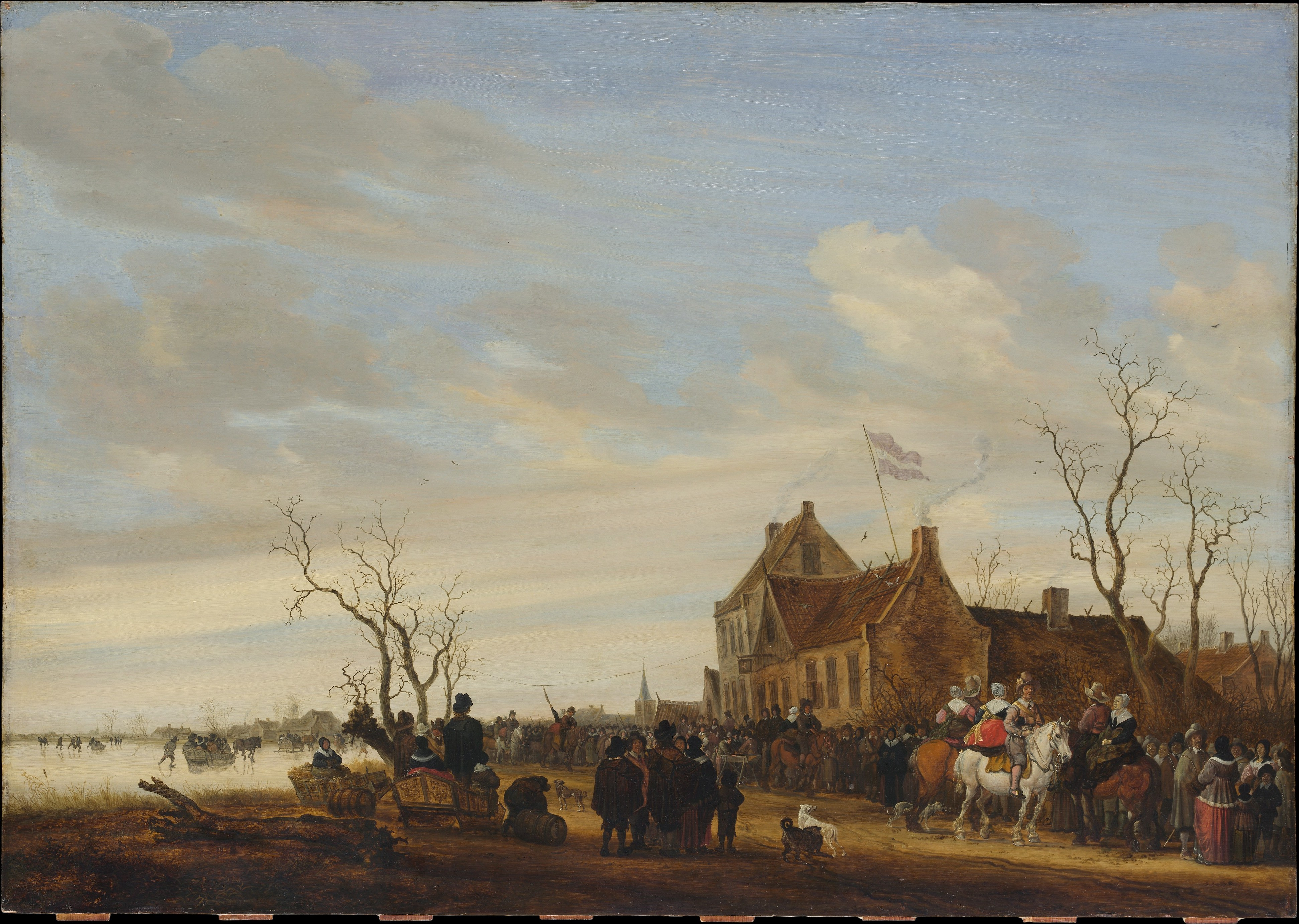
『ウナギ引き』 (17世紀半ば) メトロポリタン美術館所蔵
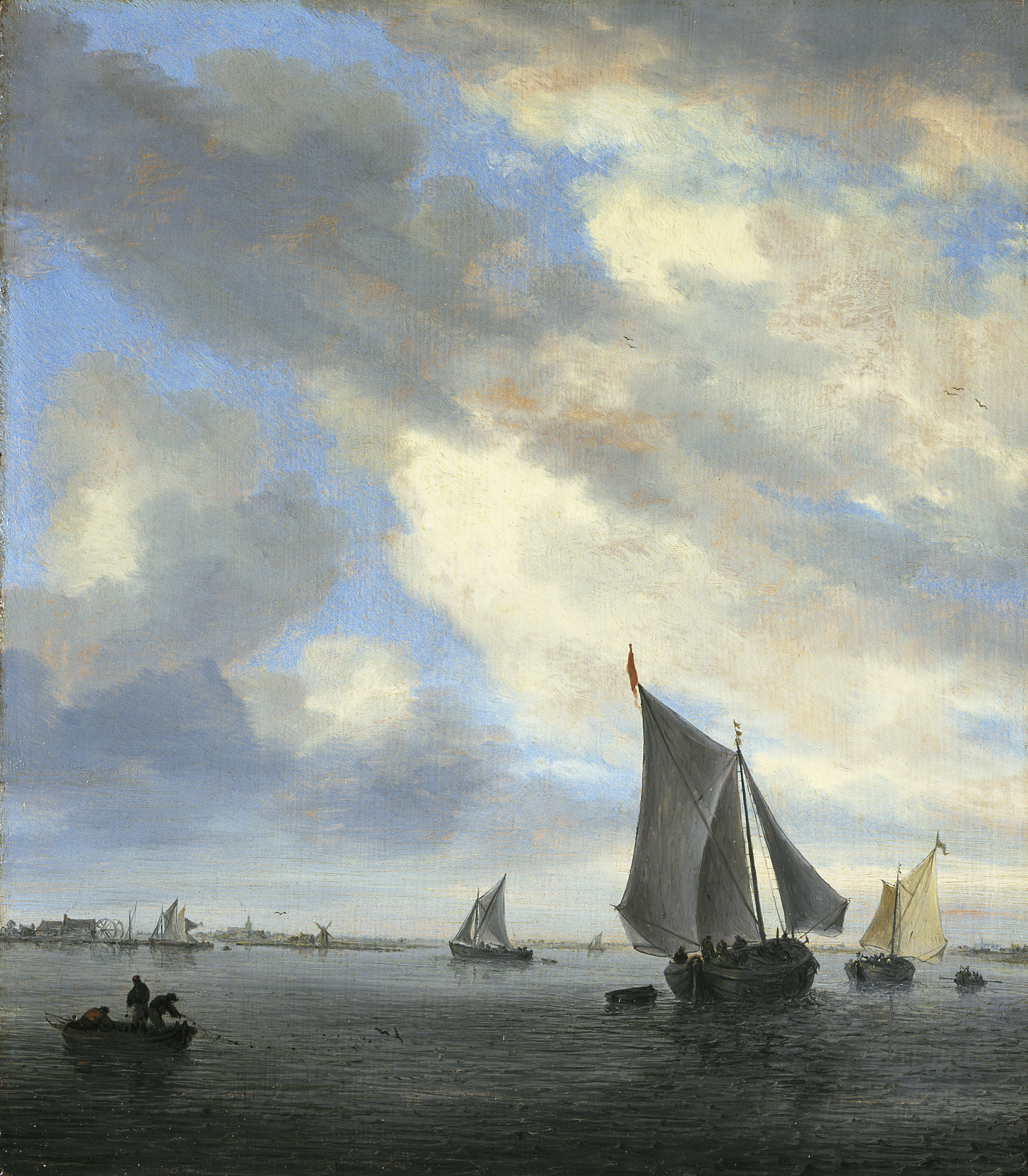
『帆船の浮かぶ湖』 (1650-1651年頃) マウリッツハイス美術館所蔵
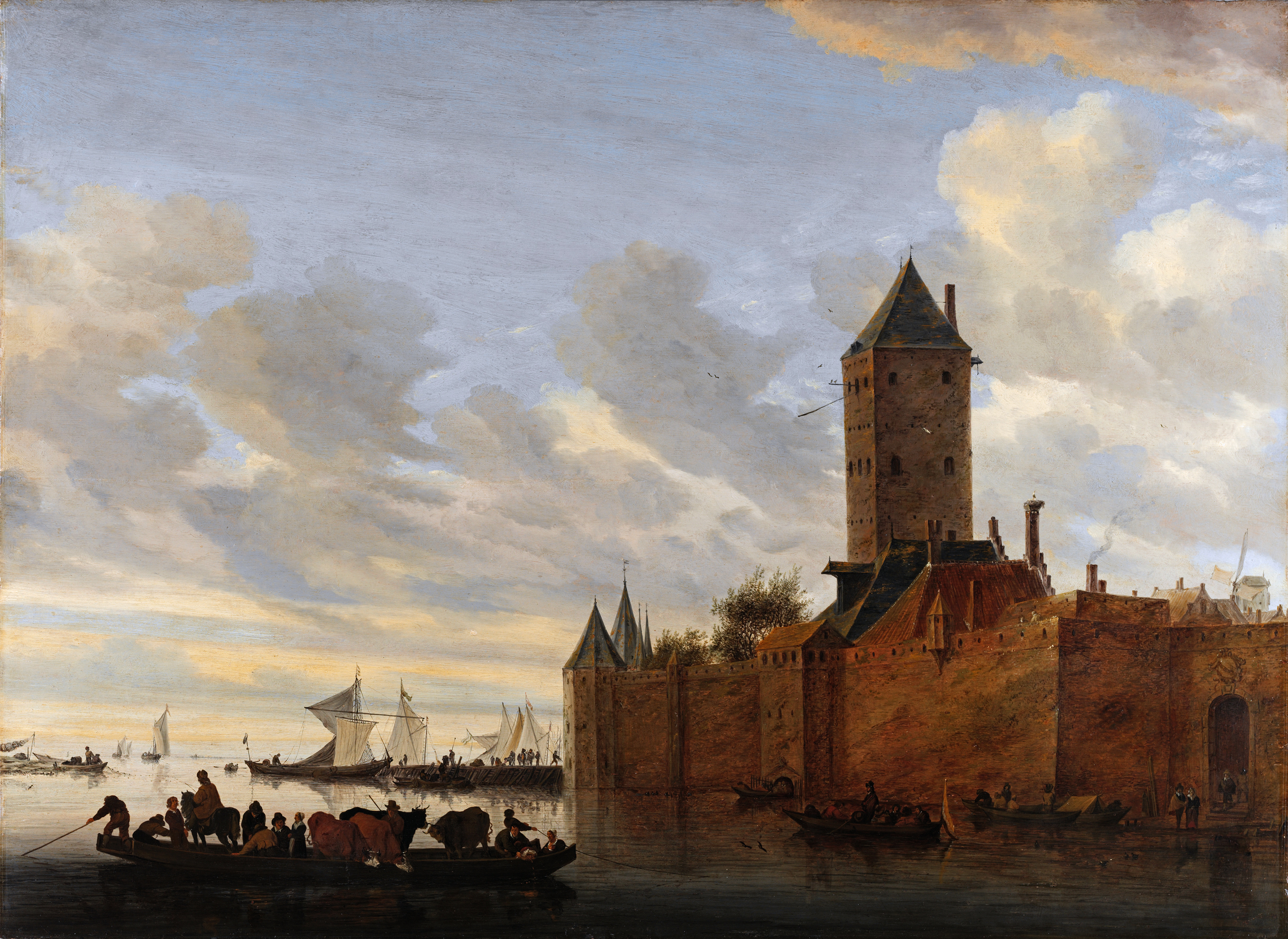
要塞のある河口
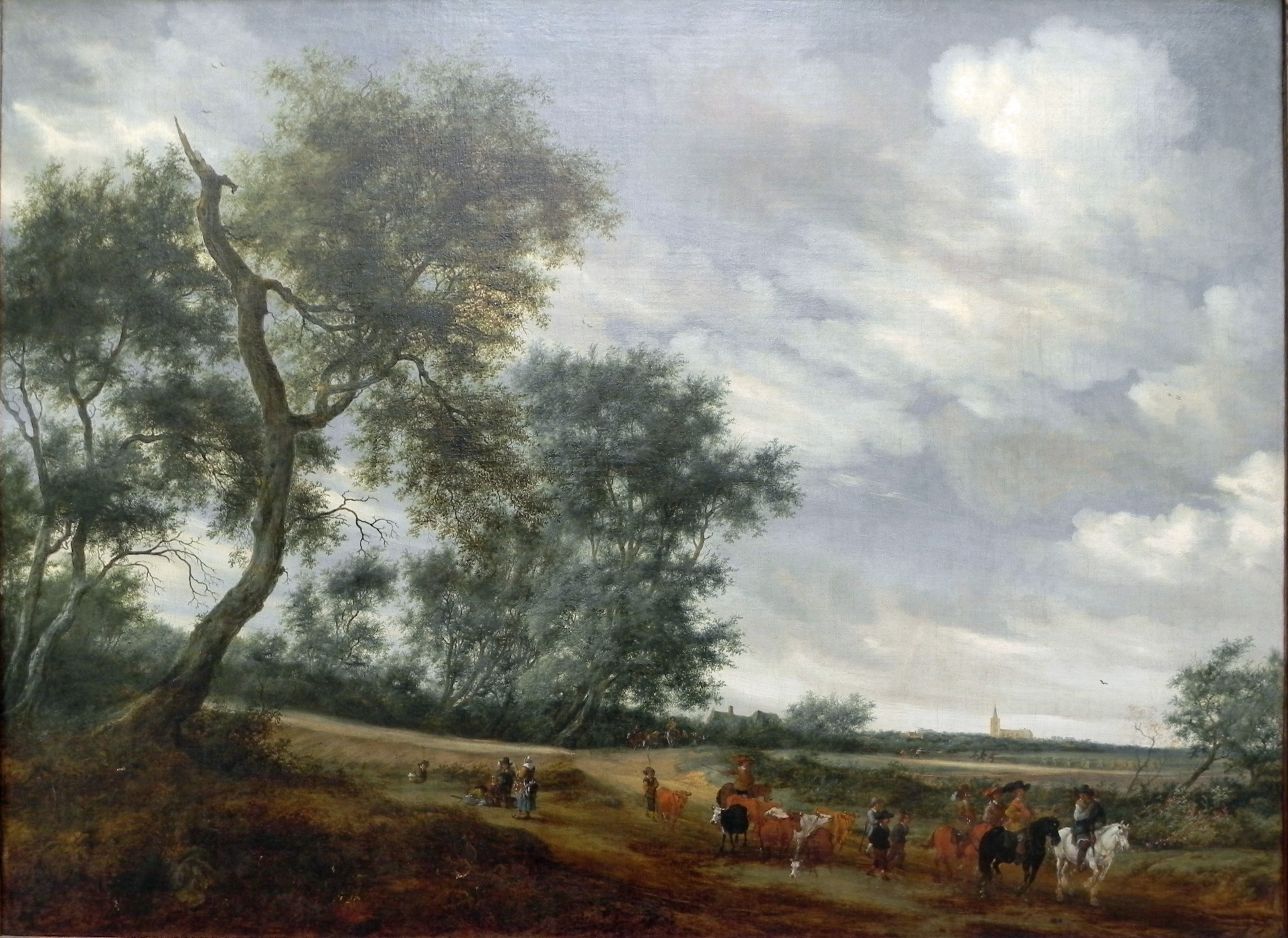
オランダの風景
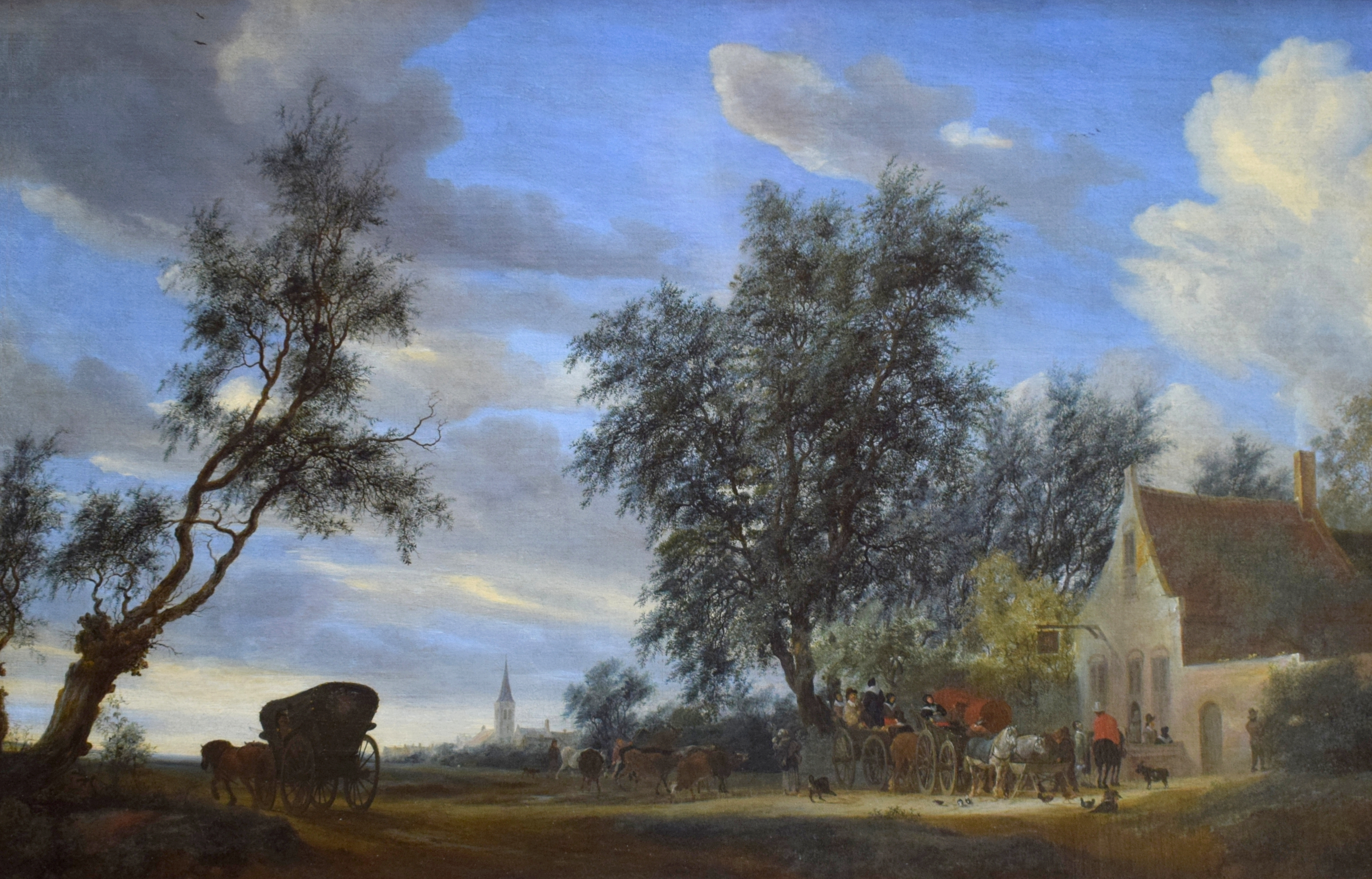
宿屋「白鳥荘」での休憩
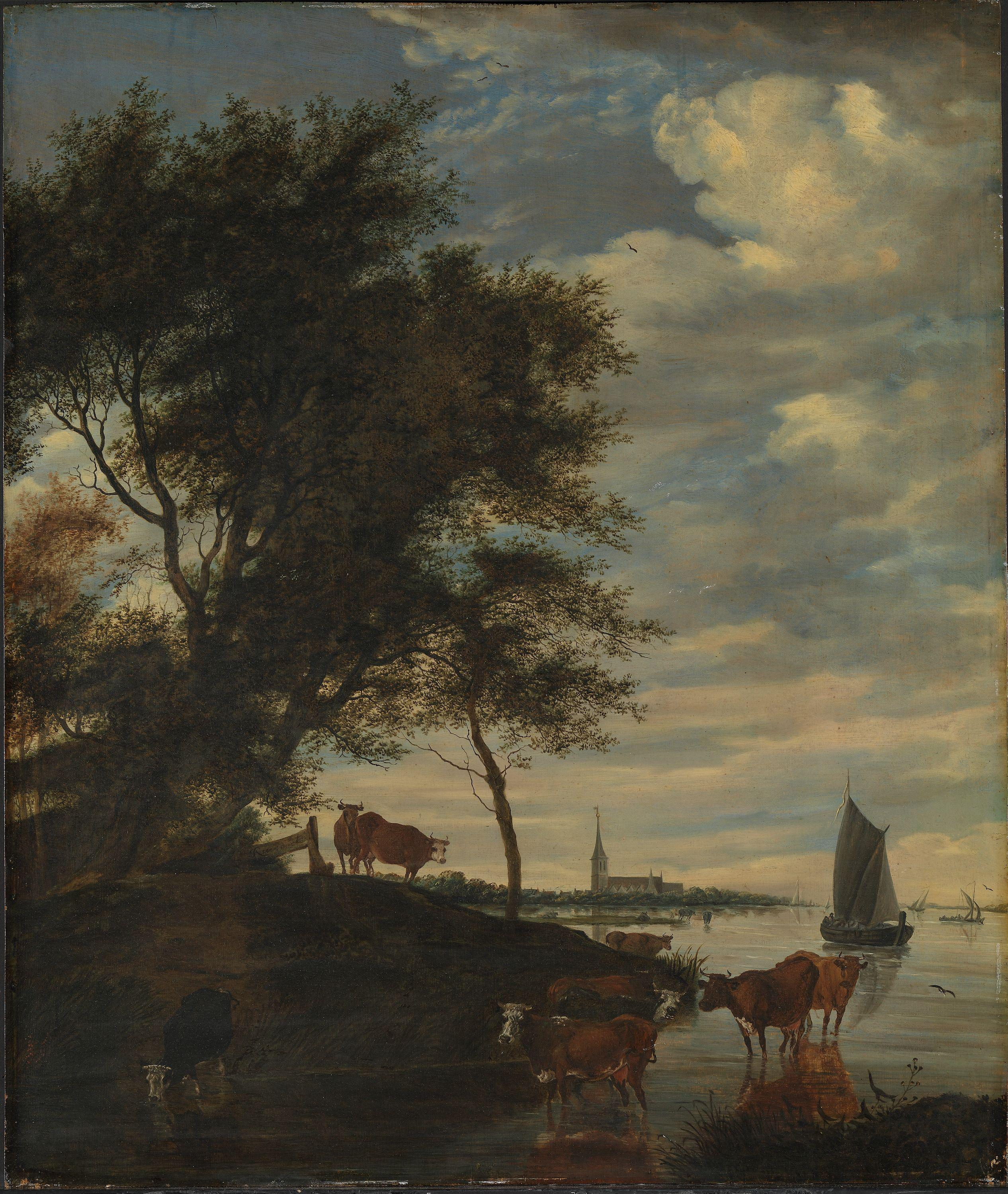
川の風景
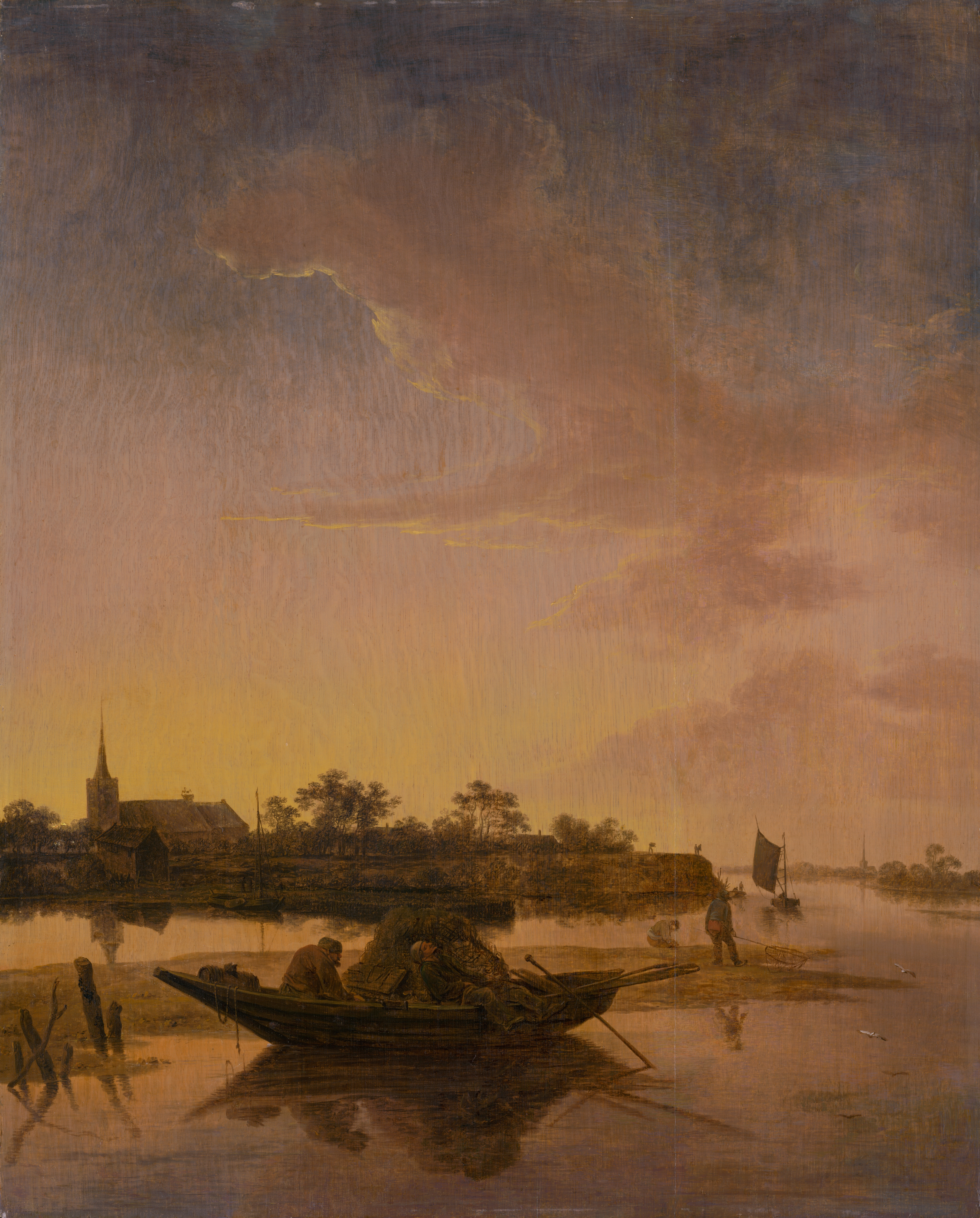
漁師のいる風景画
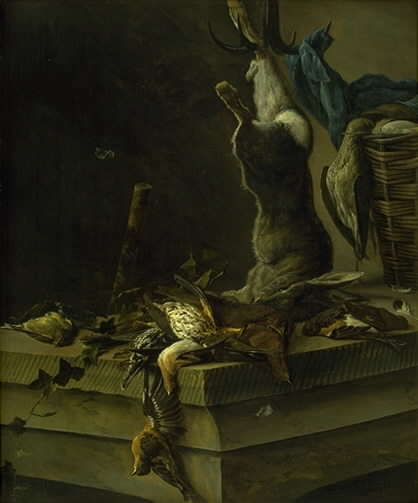
猟の獲物を描いた静物画
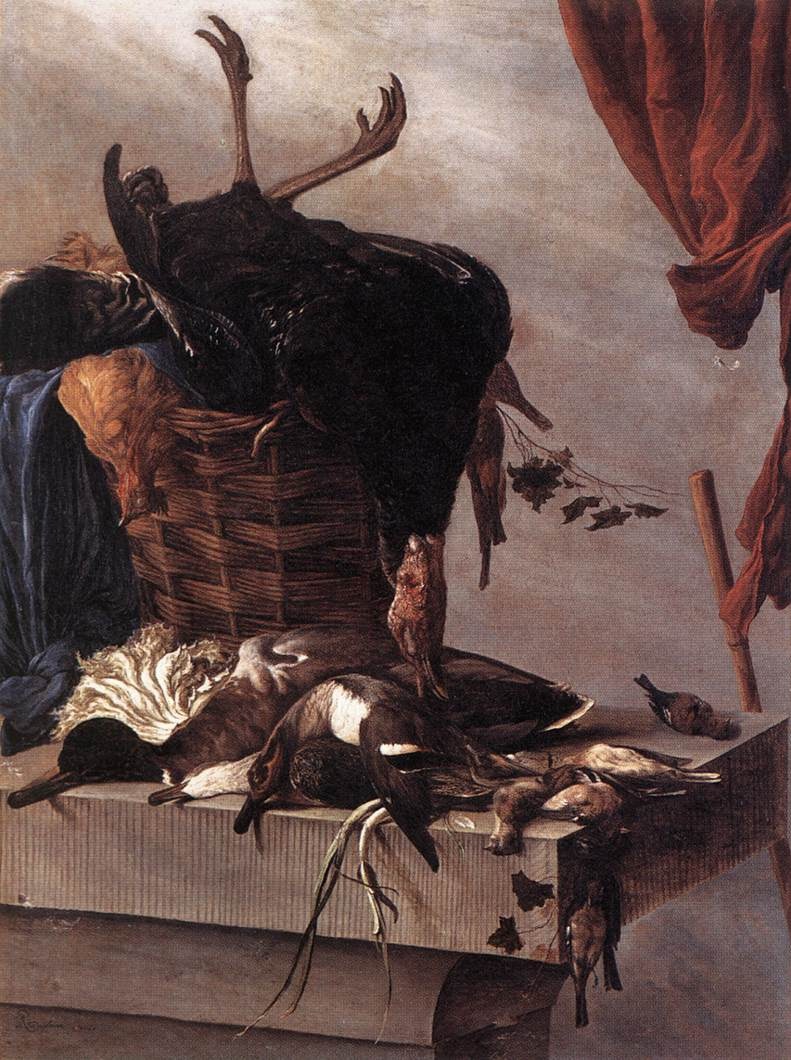
シチメンチョウのいる静物画

## 参照
1. ↑  Jakob Ruisdaal biography in De groote schouburgh der Nederlantsche konstschilders en schilderessen (1718) by w:Arnold Houbraken, courtesy of the w:Digital library for Dutch literature